# 레이크 포인트 타워
레이크 포인트 타워(영어: Lake Point Tower)는 미국 일리노이주 시카고에 위치하고 있다.

## 같이 보기
- 건축물 목록
- 마천루 목록
- 미국의 마천루 목록
- 시카고의 마천루 목록